# Bugasong (Antique)
Bugasong is een gemeente in de Filipijnse provincie Antique op het eiland Panay. Bij de laatste census in 2007 had de gemeente ruim 30 duizend inwoners.

## Geografie

### Bestuurlijke indeling
Bugasong is onderverdeeld in de volgende 27 barangays:
| - Anilawan - Arangote - Bagtason - Camangahan - Centro Ilawod - Centro Ilaya - Centro Pojo - Cubay North - Cubay South - Guija - Igbalangao - Igsoro - Ilaures - Jinalinan | - Lacayon - Maray - Paliwan - Pangalcagan - Sabang East - Sabang West - Tagudtud North - Tagudtud South - Talisay - Tica - Tono-an - Yapu - Zaragoza |

## Demografie
Bugasong had bij de census van 2007 een inwoneraantal van 30.394 mensen. Dit zijn 2.100 mensen (7,4%) meer dan bij de vorige census van 2000. De gemiddelde jaarlijkse groei komt daarmee uit op 0,99%, hetgeen lager is dan het landelijk jaarlijks gemiddelde over deze periode (2,04%).